# Anti-Freimaurer-Ausstellung

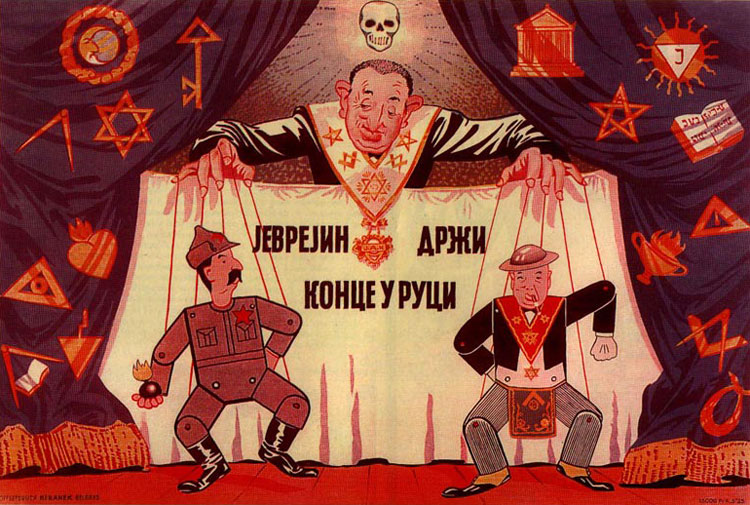
Serbisches Ausstellungsplakat: Stalin und Churchill als Marionetten einer „Jüdisch-freimaurerischen Weltverschwörung“

Die Anti-Freimaurer-Ausstellung (serbisch Антимасонска изложба Antimasonska izložba) von Belgrad war eine antisemitische Propaganda-Ausstellung, die vom 22. Oktober 1941 bis zum 19. Januar 1942 im besetzten Serbien stattfand. Zentrales Thema war die angebliche Jüdisch-Kommunistisch-Freimaurerische Weltverschwörung. Die von der Stadtverwaltung Belgrads finanzierte Ausstellung war Teil der propagandistischen Kampagne der serbischen Kollaborationsregierung. Sie ähnelte der Propaganda der zaristischen Geheimpolizei in der Zeit vor der Russischen Revolution. Die Ausstellung hatte etwa 80.000 Besucher, darunter den serbischen Ministerpräsidenten Milan Nedić.

## Hintergrund
Nach dem Balkanfeldzug (1941) und der Besetzung des Königreichs Jugoslawien durch Truppen der Achsenmächte wurde in Serbien das Kollaborationsregime unter der Führung von General Milan Nedić installiert. Nedić und seine Gefolgsleute setzten die Pläne der Nationalsozialisten um, Juden, Roma und Tito-Partisanen aus Serbien gewaltsam zu entfernen.

## Ausstellung

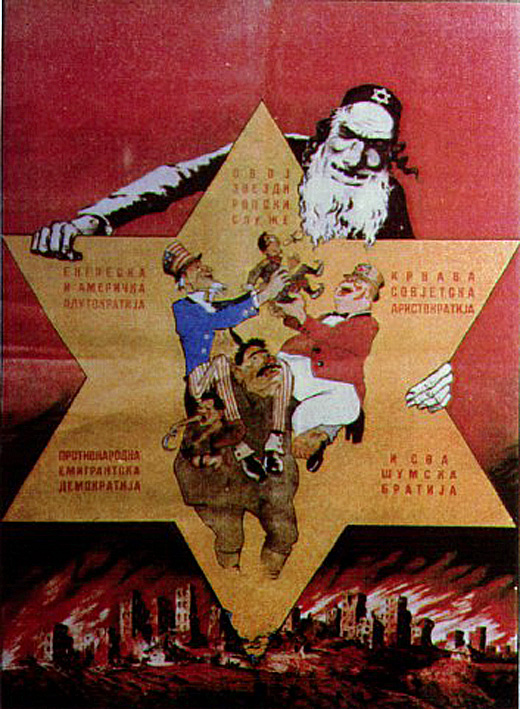
Serbisches Ausstellungsplakat: Draža Mihailović als Puppe der Alliierten unter der Regie des Judentums

Der Vorschlag zur Ausstellung kam von Đorđe Perić, dem Leiter der Staatspropaganda der serbischen Kollaborationsregierung, der vor dem Balkanfeldzug als Agent des Geheimdienstes tätig war.
Die Organisatoren warben damit, dass das Konzept dieser Ausstellung „nicht nur in Serbien und dem Balkan, nicht nur in Südosteuropa und Europa, sondern in der ganzen Welt einzigartig sei“.
Die Bilder auf den Postern waren teilweise dieselben, die einige Jahre zuvor in Deutschland während der Wanderausstellung „Der ewige Jude“ in den Jahren 1937 bis 1939 gezeigt wurden.
Serbische Zeitungen wie „Obnova“ (Erneuerung) und „Naša borba“ (Unser Kampf) lobten die Ausstellung und erklärten, dass Juden Feinde der Serben seien und dass Serbien nicht auf Deutschland bei der „Endlösung der Judenfrage“ warten, sondern selbst mit der Ausrottung der Juden beginnen solle.
Während der Ausstellung wurden über 200.000 unterschiedliche Broschüren, 60.000 Poster, 100.000 Flyer, 176 Propaganda-Film-Clips herausgegeben. Zudem gab die serbische Regierung am 1. Januar 1942 vier Sonderbriefmarken heraus, welche die Ausstellung zum Thema hatten. Diese Briefmarken zeigten nur jüdische und serbische, jedoch keine NS-Symbole und porträtierten das Judentum als Quelle des Bösen auf der Welt, dem mit Gewaltanwendung zu begegnen sei.